# Knutwil
Knutwil é uma comuna da Suíça, no Cantão Lucerna, com cerca de 1.618 habitantes. Estende-se por uma área de 9,74 km², de densidade populacional de 166 hab/km². Confina com as seguintes comunas: Buchs, Büron, Geuensee, Mauensee, Sursee, Triengen, Winikon.
A língua oficial nesta comuna é o Alemão.